# Rodriguezia mensabak
Rodriguezia mensabak är en kräftdjursart som först beskrevs av Cottarelli och Roberto Argano 1977.  Rodriguezia mensabak ingår i släktet Rodriguezia och familjen Trichodactylidae. IUCN kategoriserar arten globalt som otillräckligt studerad. Inga underarter finns listade i Catalogue of Life.